# Paxillus involutus
Paxillus involutus (Batsch) Fr. è un fungo della famiglia Paxillaceae. In passato ritenuto commestibile, ha rivelato invece una velenosità da accumulo, con effetti imprevedibili a lungo termine, specialmente se consumato crudo o poco cotto.

## Descrizione della specie
Cappello 
Convesso, poi spianato e leggermente imbutiforme, con margine fortemente involuto; vischioso a tempo umido, si macchia facilmente al tatto; colore olivastro od ocraceo, poi ruggine e infine nocciola o tabacco; 5–12 cm o più di diametro.
Vicino al margine sono presenti costolature o scanalature e da adulto è caratterizzato da una depressione centrale.
 Lamelle 
Fitte, ondulate, decorrenti sul gambo; color ocra chiaro, poi brunastre al tocco; facilmente staccabili dal cappello.
Sono biforcate e raccordate tra di loro a formare come dei piccoli alveoli.
 Gambo 
Cilindrico, tendente ad assottigliarsi verso il basso, quasi sempre curvo, pieno, concolore al cappello.
Diventa color castano al tocco e con l'età.
 Carne 
Molle, giallastra, all'aria vira nel bruno-rossiccio.
- Odore: fruttato oppure di muffa.
- Sapore: acidulo o amarognolo.

 Spore 
Color giallo sporco al microscopio, ocracee - ruggine in massa. Ellittiche, lisce e biguttulate senza poro germinativo. Dimensioni 6-10 x 5-7 µm.

## Habitat
Cresce nei boschi di latifoglie e conifere, nelle zone umide a tratti erbose, da giugno a novembre. È un fungo saprofita che cresce di solito sui tronchi e sui rami marci.

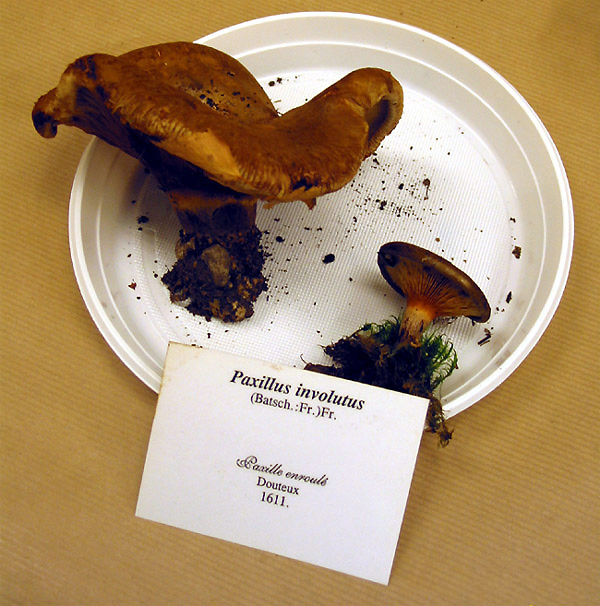
Paxillus involutus in esposizione

## Commestibilità
Molto velenoso, a volte anche mortale.
Le tossine o gli antigeni che causano la sindrome paxillica non sono stati identificati. Il P. involutus contiene un composto naturale di ignota tossicità chiamato Involutina, un difenil-ciclopentanone.
A seguito di più pasti ravvicinati nel tempo (ma anche a distanza di anni), può risultare molto velenoso, anche letale. Per tale motivo tale specie deve essere considerata non edule.
È noto che un grande micologo tedesco del passato, Julius Schäffer (1882-1944), specialista del genere Russula, morì per aver mangiato il Paxillus involutus. Nel 1944, a causa della Seconda guerra mondiale, vi fu una carestia più o meno diffusa: quindi egli consumò per fame quantitativi di P. involutus così ingenti da rimanere avvelenato mortalmente.

## Utilizzo
Sembrerebbe che la micorrizazione di alcune piante (es. castagno) con il P. involutus oppure con altre specie fungine, fornisca una certa protezione contro l'attacco di funghi patogeni, come ad esempio la Phytophthora cinnamomi.

## Etimologia
Genere: dal latino paxillus = bastoncino.
Specie: dal latino involutus = revoluto, per il margine del suo cappello arrotolato verso le lamelle.

## Sinonimi e binomi obsoleti
- Agaricus adscendibus Bolton, Hist. fung. Halifax 2: 55 (1788)
- Agaricus contiguus Bull., Herbier de la France: tab. 240 (1785)
- Agaricus involutus Batsch, Elenchus fungorum, cont. prim. (Halle) 1: 39 (1786)
- Omphalia involuta (Batsch) Gray, A Natural Arrangement of British Plants (London) 1: 611 (1821)
- Paxillus involutus var. excentricus Fr.

## Nomi comuni
- Involuto
- Agarico accartocciato
- Fungiu 'e castagna (dialetto Calabrese)